# Théodore Deck
Joseph Théodore Deck (ur. 2 stycznia 1823 w Guebwiller, zm. 15 maja 1891 w Paryżu) – francuski ceramik.

## Życiorys
Z wykształcenia był fizykiem i chemikiem. Znany dzięki przezroczystym glazurom oraz wyprodukowaniu nowego odcienia błękitu turkusowego, zwanego bleu de Deck. Tworzył wzorując się na ceramice chińskiej i perskiej. Inspirowała go również sztuka japońska.
W 1856 założył w Paryżu własną wytwórnię ceramiczną. W 1878 został odznaczony Krzyżem Oficerskim Legii Honorowej. W 1887 powołano go na stanowisko kierownika manufaktury w Sèvres.
Pochowany na cmentarzu Montparnasse w Paryżu.